# Ptinus lemoldes
Ptinus lemoldes là một loài bọ cánh cứng trong họ Ptinidae. Loài này được Walker miêu tả khoa học năm 1858.